# Exprese genu

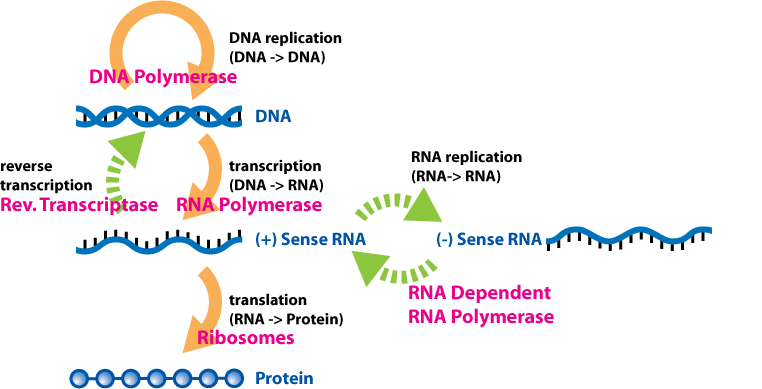
Centrální dogma molekulární biologie – zahrnuje všechny buněčné procesy zapojené do toku genetické informace

Exprese genu (také genová exprese) je komplexní proces, kterým je v genu uložená informace převedena v reálně existující buněčnou strukturu nebo funkci. Během tohoto procesu se podle určitého genu (sekvenci v molekule DNA) procesem transkripce syntetizuje mRNA a podle ní se pak procesem translace syntetizuje bílkovina.
Jinak řečeno je syntéza bílkovin realizována na základě genetického kódu, který je souborem pravidel, podle kterých se genetická informace uložená v DNA (respektive RNA) převádí na pořadí aminokyselin v řetězci – primární strukturu bílkoviny.
Proces genové exprese je používán všemi známými živočichy – eukaryoty (mnohobuněčné organismy), prokaryoty (bakterie a archea) a také viry.
V genetice je genová exprese nejzákladnější úrovní, na které genotyp dává vzniknout fenotypu, tedy pozorovatelnému rysu organismu. Genetická informace uložená v DNA představuje genotyp, zatímco fenotyp je výsledkem "interpretace" této informace.
Genová exprese je shrnuta v centrálním dogmatu molekulární biologie, které poprvé formuloval Francis Crick v roce 1958 a dále rozšířil o následné objevy reverzní transkripce a replikace RNA v roce 1970.

## Základní procesy genové exprese

Schéma genové exprese. Dva základní procesy: transkripce DNA a translace RNA za vzniku bílkoviny.

Genetická informace organismu (jeho genom) je zapsaná v molekule DNA (u některých nebuněčných organismů je to RNA). Molekula DNA obsahuje funkční i nefunkční části. Funkční části se nazývají geny a ty při procesu přenosu informace podléhají expresi genu. Základní dva procesy exprese genu jsou transkripce DNA a translace RNA.

### Transkripce DNA

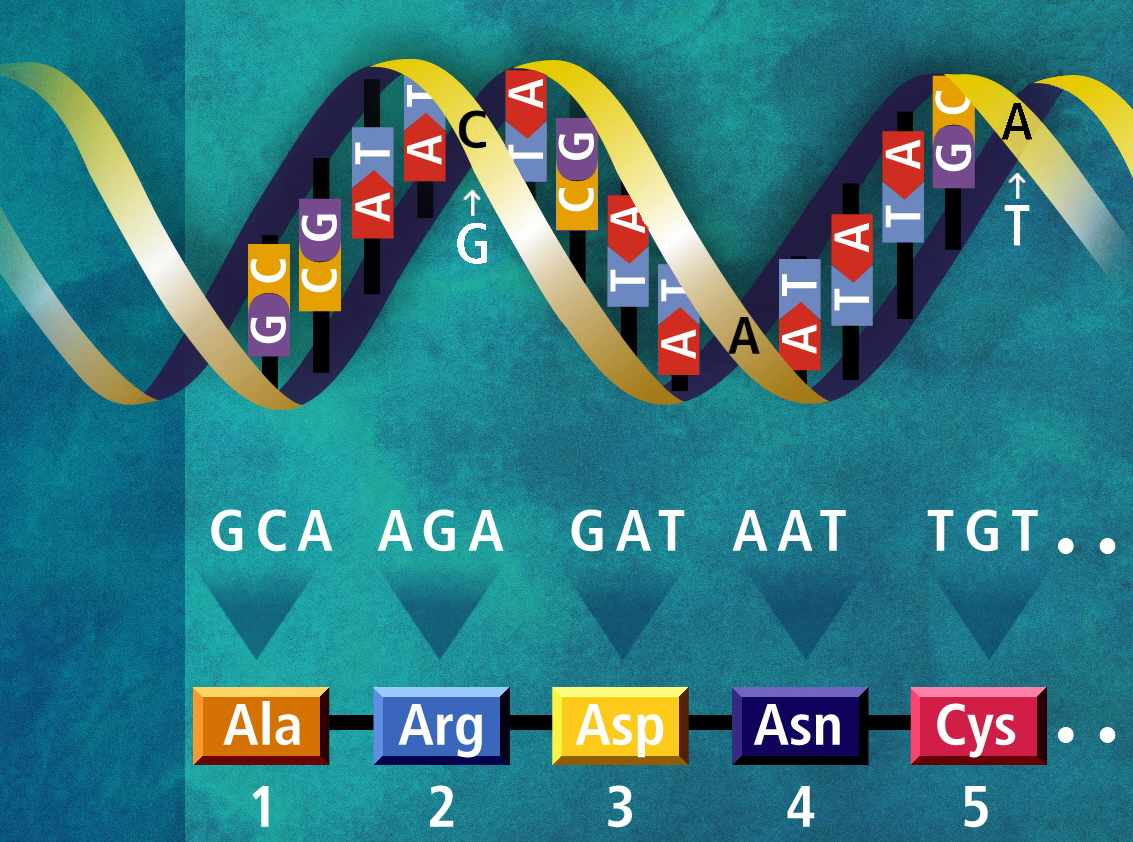
Příklad translace informace. Nahoře dvoušroubovice DNA, pod ní kodony (triplety), které určují aminokyseliny (Ala-alanin, Arg-arginin, Asp-kyselina asparagová, Asn-asparagin, Cys-cystein). Aminokyseliny následně vytvářejí řetězec bílkoviny.

Transkripce DNA (přepis DNA) je sestavení molekuly mRNA podle genu v DNA. Transkripce probíhá v jádře buňky a výsledná mRNA  přechází z jádra do cytoplasmy na ribozomy. Molekuly mRNA, které jsou negativní kopií částí DNA, tedy slouží jako přenašeč informace mezi buněčnými strukturami.

### Translace RNA
Translace RNA (překlad RNA) přenáší pořadí nukleových kyselin z mRNA do primární struktury bílkovin připojováním aminokyselinových zbytků. Pořadí aminokyselin se stanovuje tak, že ke každému kodonu (tripletu) v nukleové kyselině se připojí tRNA s odpovídajícím antikodonem nesoucím aminokyselinu. Překlad probíhá v ribozomech.

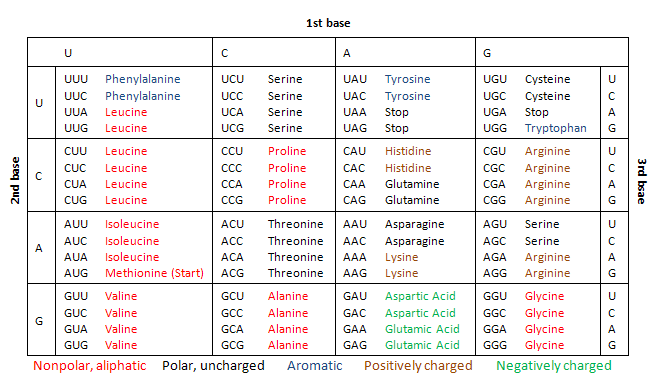
Tabulka 64 možných kodonů. Každý kodon, skládající se ze tří bází nukleové kyseliny, kóduje jednu aminokyselinu. Platí, že stejnou aminokyselinu může kódovat více kodonů.

Kodon neboli triplet je označení tří za sebou jdoucích nukleových bází v mRNA. Nukleové báze jsou čtyři (A-adenin,C-cytosin,G-guanin,T-thymin), kodóny obsahují tři nukleové báze, a proto existuje 64 (43) možných variací odlišných kodonů. Kodony dohromady dávají standardní genetický kód. Genetický kód je degenerovaný, neboť jedna aminokyselina může odpovídat několika odlišným kodonům. Proto nelze podle vyrobené bílkoviny zrekonstruovat podobu genu, podle kterého byla vytvořena.
Výjimečné postavení mají dva kodony:
- Iniciační kodon – u něho translace začíná (většinou AUG, výjimečně u prokaryot GUG, UUG, CUG)
- Stop kodon – u něho translace končí (UAA, UAG, UGA)

## Regulace genové exprese
Geny, které jsou součástí genomu určitého organismu, mohou být činné i nečinné. V každé buňce téhož organismu jsou činné jen některé geny (buněčná diferenciace), které jsou právě v daný vývojový moment potřebné. To, který gen je právě činný, určuje regulace genové exprese.
Regulaci podléhají všechny procesy genové exprese: transkripce, sestřih (splicing) RNA, translace a post-translační modifikace bílkoviny.
Regulace genové exprese tak poskytuje kontrolu nad načasováním, umístěním a množstvím daného genového produktu přítomného v buňce. Má tak velký vliv na buněčnou strukturu a její funkci. Regulace genové exprese je základem buněčné diferenciace, vývoje, morfogeneze, všestrannosti a adaptability každého organismu. Genová regulace slouží jako základ pro evoluční změnu, ale její výkyvy mohou mít i závažné klinické následky.